# Cantonul Cayres
Cantonul Cayres este un canton din arondismentul Le Puy-en-Velay, departamentul Haute-Loire, regiunea Auvergne, Franța.

## Comune
- Alleyras (parțial)
- Le Bouchet-Saint-Nicolas
- Cayres (reședință)
- Costaros
- Ouides
- Saint-Didier-d'Allier
- Saint-Jean-Lachalm
- Séneujols